# Tupanvirus
Genre
Espèces de rang inférieur
- Tupanvirus altamarinense (Deep Ocean)
- Tupanvirus salinum (Soda Lake)

Tupanvirus est un genre de virus géant à ADN. Groupe frère des Mimivirus, les Tupanvirus infectent eux aussi des amibes. Tupanvirus présente une queue qui représente les trois quarts de sa longueur. Son génome contient des gènes impliqués dans la synthèse de protéines, sans ribosomes toutefois. Deux espèces ont été décrites : Tupanvirus Soda Lake et Tupanvirus Deep Ocean, nommées en fonction de leur lieu de prélèvement. Il a été décrit en février 2018 par une équipe brésilo-française.

## Étymologie
Le mot Tupan ou Tupã désigne, en guarani, le dieu du tonnerre, figure mythologique du peuple guarani. Son utilisation pour désigner les Tupanvirus est un hommage à ce peuple.

## Écologie
Tupanvirus Soda Lake a été découvert dans des lacs alcalins de Nhecolândia (pt) dans le Pantanal au Brésil. C'est un environnement aquatique considéré l'un des plus extrêmes sur Terre ; cet environnement est connu pour avoir conservé des conditions de vie anciennes (très forte salinité et pH élevé).
Tupanvirus Deep Ocean a été découvert dans des sédiments marins collectés à 3 000 mètres de profondeur au large du territoire de Campos dos Goytacazes au Brésil.
Au laboratoire, les Tupanvirus sont capables d'avoir pour hôte les amibes des genres Acanthamoeba castellanii et Vermamoeba vermiformis.

## Description
Les Tupanvirus présentent une capside similaire en taille (environ 450 nm) et en structure à celle des Mimivirus, notamment un vertex en forme d'étoile et des fibrilles.
Cependant, le virion du Tupanvirus présente une grande queue cylindrique (longue d'environ 550 nm pour un diamètre d'environ 450 nm, fibrilles comprises) attachée à la base de la capside. Cette queue est la plus longue décrite dans la virosphère. La longueur moyenne d'un virion est de 1,2 µm et peut aller jusqu'à 2,3 µm. Il s'agit donc du plus long virus décrit à ce jour (2018).

## Génome
Les Tupanvirus ont un génome de 1,44 à 1,51 Mb d'ADN linéaire double brin codant de 1 276 à 1 425 protéines prédites.
On trouve dans ces protéines tous les outils nécessaires à la traduction, excepté les ribosomes.